# Return to Waterloo (album)
Return to Waterloo je album od Raye Daviese, někdejšího zpěváka a kytaristy The Kinks. Bylo vydáno 1. července 1985. Podíleli se na něm všichni členové The Kinks s výjimkou Davea Daviese. Jedná se o soundtrack ke stejnojmennému filmu a jedinou skladbou, která se ve flmu vyskytuje a na albu nikiliv, je „Ladder of Success“.

## Seznam skladeb
Autorem všech skladeb je Ray Davies.
1. „Intro“ (0:56)
2. „Return to Waterloo“ (4:40)
3. „Going Solo“ (3:55)
4. „Missing Persons“ (2:53)
5. „Sold Me Out“ (3:19)
6. „Lonely Hearts“ (3:05)
7. „Not Far Away“ (4:23)
8. „Expectations“ (4:06)
9. „Voices in the Dark (End Title)“ (4:22)

Skladby 3, 4 a 5 byly dříve vydány na albu Word of Mouth (1984) od The Kinks.

## Obsazení
- Ray Davies – zpěv, kytara, klavír, syntezátor, zvukové efekty
- Ian Gibbons – klávesy, programming bicích a perkusí, doprovodné vokály
- Louisa Davies – zpěv
- Valerie Hollerman – mluvené slovo
- Jim Rodford – baskytara, doprovodné vokály
- Mick Avory – bicí
- Robert Henrit – bicí, perkuse
- John O'Donnell – perkuse